# Р-29 (балістична ракета)
Р-29 «Висота» (Індекс ГРАУ ВМФ: 4К75, за класифікацією МО США та НАТО: SS-N-8 Sawfly) — радянська двоступінчаста рідинна міжконтинентальна балістична ракета підводних човнів, що перебувала на озброєнні підводних сил ВМФ СРСР, а згодом ВМФ РФ у 1970-х—1990-х роках. Розроблено у КБ ім. Макєєва. Прийнята на озброєння у березні 1974 року. Перша у світі міжконтинентальна морська ракета з цільнозварним корпусом і «втопленими» як у пальному, так і в окислювачі двигунами. У складі ракетного комплексу Д-9 розміщувалася на 18 підводних човнах проєкту 667Б. У березні 1978 року на озброєння надійшла модернізована ракета, що отримала позначення Р-29Д. Відповідно до російсько-американських домовленостей про скорочення стратегічних озброєнь у 1990-х роках підводні човни проєктів 667Б і 667БД були виведені зі складу флоту, а ракети Р-29 знято з озброєння.

## Зміст
На етапі розроблення ракети було апробовано декілька найсучасніших на той час рішень. По-перше, на ракеті вперше застосовано засоби протидії протиракетній обороні, по-друге, це була перша балістична ракета з астрокорекцією польоту траєкторії й вона ж стала першою, що стартувала з найвищих широт Арктики. Ракета Р-29 при одночасному збільшенні ваги, що закидається, дозволила підвищити точність стрільби, реалізувати всепогодність і автономність бойового застосування, безперервний випуск боєкомплекту, забезпечити підводний старт при більш щільному компонуванні ракети і пускової установки в шахті підводного човна.
Триразове підвищення дальності стрільби при півторакратному обтяженні бойового навантаження реалізувалося: нарощуванням габаритів ракети та стартової ваги; більш повним використанням можливостей оболонок з «вафельним» ребром; двоступінчастою схемою ракети з розміщенням двигуна другого ступеня в баку окислювача першого ступеня; розвитком принципу поєднання кількох конструктивних елементів в одному з них; застосуванням піротехнічних засобів для руйнування жорсткого зв'язку ракети з елементами, що відокремлюються, а так само використанням для поділу енергії газів наддува баків або «бойового» відсіку. Безперервний пуск боєкомплекту підводного човна при залповій стрільбі було вирішено за рахунок автоматизації повсякденного, передстартового обслуговування та проведення стрільби.

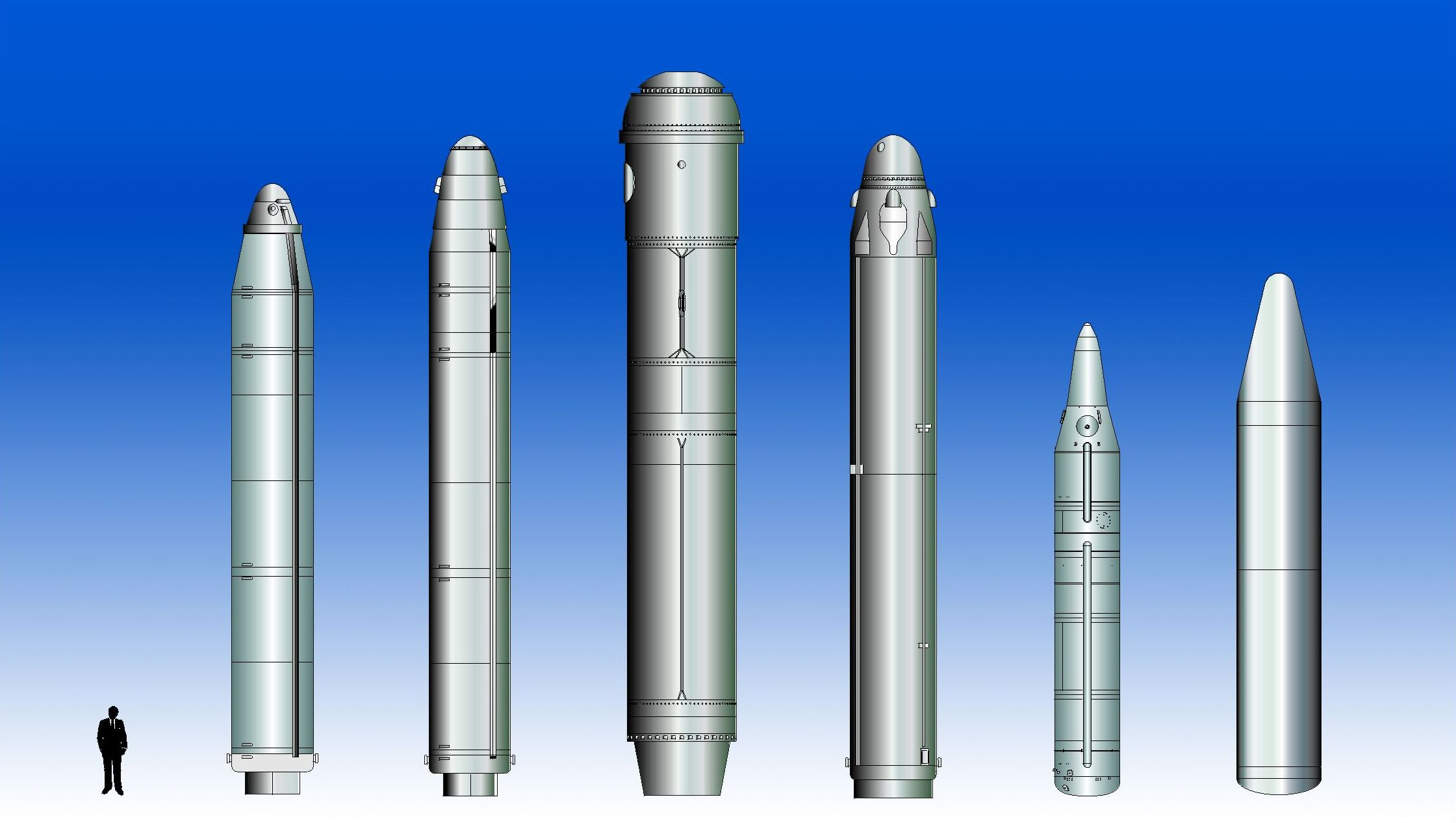
Порівняння деяких російськи та китайських БРПЧ; зліва направо: Р-29 «Висота», Р-29Р, Р-39, Р-29РМ «Штиль», JL-1, JL-2

12 березня 1974 року ракетний комплекс Д-9, основою якого була ракета Р-29, був прийнятий на озброєння. Ракетами передбачалося озброїти підводний човен проєкту 667Б (за класифікацією НАТО — «Delta-I»). Човен проєкту 667Б ніс 12 ракет проти 16 на ПЧАРБ проєкту 667А. Але незважаючи на зменшення кількості ракет, бойова ефективність за оцінками фахівців зросла у 2,5 рази. До 1977 року було побудовано 18 ПЧАРБ проєкту 667Б.
Надалі комплекс Д-9 з метою збільшення дальності стрільби модернізували. У 1978 році створили комплекс Д-9Д з ракетами Р-29Д. Дальність стрільби становила 9100 км. Цей комплекс установлено на частини підводних човнів проєктів 667Б і 667БД.
На базі ракети РСМ-40 створено ракетоносій «Висота», здатний виводити на кругову орбіту корисний вантаж до 115 кг.
За договором про скорочення стратегічних озброєнь човни проєкту 667Б та 667БД виводилися зі складу флоту без вирізання ракетного відсіку. Поетапне списання човнів проекту 667Б розпочалося 1994 року. До кінця 1997 року в строю залишалися лише 4 ПЧАРБ — К-447 і К-457 на Північному, К-500 і К-530 на Тихоокеанському флоті. К-457 і К-530 виведені зі складу бойових сил флоту у 1999 році. Останнім 5 березня 2004 року був списаний підводний човен К-447 «Кисловодськ». Перший човен проєкту 667БД був виведений зі складу флоту в 1996 році.